# IC 840
IC 840 је спирална галаксија у сазвјежђу Дјевица која се налази на листи објеката дубоког неба у Индекс каталогу.
Деклинација објекта је + 10° 37' 0" а ректасцензија 12h 58m 42,0s. Привидна величина (магнитуда) објекта IC 840 износи 13,6 а фотографска магнитуда 14,5. IC 840 је још познат и под ознакама UGC 8090, MCG 2-33-40, CGCG 71-86, PGC 44495.